# Велико херцогство
Велико херцогство (на немски: Großherzogtum; на френски: grand-duché; на латински: Magnus Dux) е територия, управлявана от един велик херцог и от своята държавна форма е една монархия. Рангът велик херцог не е съществувал в номенклатурата на Свещената Римска империя. Титлата се създава първо в Италия. По времето на Козимо I чрез папска привилегия Херцогство Тоскана става през 1569 г. (тогава световно единствено) Велико херцогство Тоскана.
Титлата е въведена по германските земи от Наполеон Бонапарт. От една страна, през 1806 г. той основава Великото херцогство Берг (с велик херцог Жоашен Мюра) и Великото херцогство Франкфурт, което се състои от бивши църковни имоти, а през 1810 г. Великото херцогство Вюрцбург. От друга страна, той предоставя титлата на някои вече съществуващи князе (включително Баден и Хесен-Дармщат) като вид формално издигане на тяхното съсловието, чиято преданост той възнамерява да спечели и да си осигури влияния в рамките на Рейнската конфедерация.
След разпада на наполеоновата Рейнски конфедерация през 1815 г. немските князе се ползват с право по държавни причини да запазят новите си титли, а допълнително се създава и Великото херцогство Люксембург, което по това време все още се управлявало в лична уния с Нидерландия. Великото херцогство Берг е окупирано през 1813 г. от войската на пруския крал Фридрих Вилхелм III, който прави от рейнските части титулярно Велико херцогство Долен Рейн и го анексира към Прусия (фактически става пруска провинция). В герба на днешната федерална провинция Северен Рейн-Вестфалия хералдически дясното зелено поле със сребристата вълнообразна лента представлява всъщност историческия герб на Велико херцогство Долен Рейн от 1817 г. Великото херцогство Франкфурт през 1813 г. е разделено между Свободния град Франкфурт (тогава град-държава), Хесен-Касел, Бавария и Прусия, а Великото херцогство Вюрцбург през 1814 г. се дава на Бавария.
След Наполеоновите войни до края на Първата световна война в Европа съществуват девет Велики херцогства:
- Баден
- Хесен
- Люксембург
- Мекленбург-Шверин
- Мекленбург-Щрелиц
- Олденбург
- Саксен-Ваймар-Айзенах
- Тоскана
- Долен Рейн
- Позен

Титулярни велики херцогства представляват пруските провинции Велико херцогство Долен Рейн и Велико херцогство Позен.
Великото херцогство Долен Рейн съществува до 1822 г., Великото херцогство Тоскана до 1861 г., а Великите херцогства Баден, Хесен, Мекленбург-Шверин, Мекленбург-Щрелиц, Олденбург и Саксония-Ваймар-Айзенах до края на Първата световна война.
До днес се е запазило само Великото херцогство Люксембург.
|  | Тази страница частично или изцяло представлява превод на страницата Großherzogtum в Уикипедия на немски. Оригиналният текст, както и този превод, са защитени от Лиценза „Криейтив Комънс – Признание – Споделяне на споделеното“, а за съдържание, създадено преди юни 2009 година – от Лиценза за свободна документация на ГНУ. Прегледайте историята на редакциите на оригиналната страница, както и на преводната страница, за да видите списъка на съавторите. ВАЖНО: Този шаблон се отнася единствено до авторските права върху съдържанието на статията. Добавянето му не отменя изискването да се посочват конкретни източници на твърденията, които да бъдат благонадеждни. |